# 오스촌 (기후현)
오스촌(일본어: 大須村)은 일본 기후현 하시마군에 설치되었던 촌이다. 현재의 하시마시에 해당한다.